# Alžbětínská lípa
Alžbětínská lípa je památný strom u osady Alžbětín, jihozápadně od Železné Rudy. Lípa malolistá (Tilia cordata) roste nad vsí u cesty do údolí Svarožné. Obvod jejího kmene měří 584 cm a koruna stromu dosahuje do výšky 32 m (měření 2003). Chráněna je od roku 1995 pro svůj vzrůst.

## Stromy v okolí
- Železnorudský jasan
- Alej u hřbitova
- Jedle a smrky pod Strahovem